# Großsteingrab Beese
Das Großsteingrab Beese war eine mögliche megalithische Grabanlage der jungsteinzeitlichen Tiefstichkeramikkultur bei Beese, einem Ortsteil von Kalbe (Milde) im Altmarkkreis Salzwedel, Sachsen-Anhalt. Es wurde wohl spätestens im 19. Jahrhundert zerstört. Eine Beschreibung der Anlage liegt nicht vor, ihre mögliche Existenz ist nur durch die Bezeichnung „Kellerberg“ auf einem historischen Messtischblatt belegt.